# كوفوفونون (إفروس)
كوفوفونون (Κουφόβουνον) هي مدينة في إفروس في مقاطعة فوريا إلادا في اليونان.